# Взаимная рекурсия
Взаимная рекурсия — вид рекурсии в программировании, когда функции или типы данных определяются со взаимной ссылкой друг на друга. Взаимная рекурсия широко распространена в функциональном программировании и в некоторых проблемных областях, таких как метод рекурсивного спуска, где типы данных естественным образом взаимно рекурсивны, что не распространено широко в других областях.
Взаимная рекурсия широко распространена в функциональном программировании и часто применяется в программах, написанных на языках Лисп, Scheme, ML и других подобных языках. В таких языках, как Пролог, взаимная рекурсия почти неизбежна.
Некоторые стили программирования не поощряют взаимную рекурсию, утверждая, что трудно различить условия, которые вернут ответ, от условий, при которых код зациклится (будет работать вечно, не возвращая ответа). Питер Норвиг указал на шаблон разработки,  который следует избегать в любом случае. Он утверждает:
Если у вас есть две взаимно рекурсивных функции, изменяющих состояние объекта, попытайтесь перенести почти всю функциональность в одну из этих функций. В противном случае вы с большой долей вероятности получите дублирование кода.

## Типы данных
Наиболее важный пример данных, которые могут быть определены с помощью взаимной рекурсии — дерево, которое может быть определено в терминах леса (списка деревьев). В символической форме:
```
f: 
[t[1], ..., t[k]]

t: v f
```

Лес f состоит из списка деревьев, в то время как дерево t состоит из пары — значения v и леса f (потомков). Это определение элегантно и его легко использовать для работы, поскольку дерево выражается в простых понятиях — списке одного типа и паре из двух типов. Это тип данных подходит для многих алгоритмов на деревьях, которые одним способом обрабатывают значения и другим образом обрабатывают ветвление.
Это взаимно рекурсивное определение можно преобразовать в единое рекурсивное определение, используя встроенное определение леса:
t: v [t[1], ..., t[k]].
Дерево t представляет собой пару — значение v и список деревьев (потомков). Это определение более компактно, но здесь не всё чисто — дерево представляет собой пару — значение одного типа и списка другого типа, что потребует раскрутки к определению выше.
В языке Standard ML типы данных «дерево» и «лес», могут быть определены взаимно рекурсивно следующим образом, если разрешить пустые деревья:
```
datatype
 
'
a
 
tree
 
=
 
Empty
 
|
 
Node
 
of
 
'
a
 
*
 
'
a
 
forest

and
      
'
a
 
forest
 
=
 
Nil
 
|
 
Cons
 
of
 
'
a
 
tree
 
*
 
'
a
 
forest

```

## Функции
Точно так же, как алгоритмы на рекурсивных типах данных могут быть заданы рекурсивными функциями, алгоритмы на взаимно рекурсивных структурах данных могут быть естественным образом заданы взаимно рекурсивными функциями. Общеизвестные примеры включают алгоритмы на деревьях и метод рекурсивного спуска. Как и в случае прямой рекурсии, оптимизация хвостовой рекурсии необходима, если глубина рекурсии большая или вообще не ограничена. Заметим, что оптимизация хвостовой рекурсии, в общем случае (если вызываемая функция не та же самая, что и оригинальная функция, как в хвостовой рекурсии) может оказаться труднее имплементировать, чем в случае оптимизации хвостовой рекурсии, и эффективная имплементация взаимной хвостовой рекурсии может отсутствовать в языках, оптимизирующих только хвостовые вызовы. В языках, таких как Паскаль, в которых требуются определения объектов, прежде чем объект может быть применён, взаимно рекурсивные функции требуют предварительного объявления.
Как и в случае прямых рекурсивных функций, могут быть полезны функции-оболочки с взаимно рекурсивными функциями, определёнными как вложенные функции в области видимости, если такая возможность поддерживается. Это, в частности, полезно для общего доступа к данным для множества функций без передачи параметров.
Стандартный пример взаимной рекурсии, который является, по общему признанию, искусственным приёмом, определяет, число чётно или нет, путём определения двух раздельных функций, вызывающих друг друга и уменьшающих число при каждом вызове. На C:
```
bool
 
is_even
(
unsigned
 
int
 
n
)
 
{

    
if
 
(
n
 
==
 
0
)

        
return
 
true
;

    
else

        
return
 
is_odd
(
n
 
-
 
1
);

}

bool
 
is_odd
(
unsigned
 
int
 
n
)
 
{

    
if
 
(
n
 
==
 
0
)

        
return
 
false
;

    
else

        
return
 
is_even
(
n
 
-
 
1
);

}

```

Эти функции основываются на наблюдении, что вопрос «4 чётно?» эквивалентен вопросу «3 нечётно?», который, в свою очередь, эквивалентен вопросу «2 чётно», и так далее до 0. Пример показывает взаимную единичную рекурсию, которая может быть легко заменена циклом. В данном примере вызовы взаимной рекурсии являются хвостовыми вызовами и оптимизация хвостовых вызовов желательна, чтобы выполнение происходило при постоянном стековом пространстве. В C функции потребуют O(n) стекового пространства, если не использовать переходы (goto) вместо вызовов функций
. Пример можно преобразовать в одну рекурсивную функцию is_even. В этом случае is_odd, можно использовать как встроенную (inline) и она будет вызывать is_even, но is_even будет вызывать только себя.
Пример из более общего класса примеров, алгоритм работы с деревьями, может быть разложен на работу со значением и на работу с ветвями, а затем может быть разбит на две взаимно рекурсивные функции, одна из функций работает с деревом и вызывает функцию работы с лесом, вторая работает с лесом и вызывает функцию для дерева для каждого элемента леса. На языке Python:
```
 
def
 
f_tree
(
tree
):

     
f_value
(
tree
.
value
)

     
f_forest
(
tree
.
children
)

 
def
 
f_forest
(
forest
):

     
for
 
tree
 
in
 
forest
:

         
f_tree
(
tree
)

```

В этом случае функция для дерева вызывает функцию для леса путём единичной рекурсии, а вот функция для леса использует для дерева многократную рекурсию.
Если использовать описанные выше на языке Standard ML типы данных, размер дерева (число рёбер) может быть вычислен следующими взаимно рекурсивными функциями:
```
fun
 
size_tree
 
Empty
 
=
 
0

  
|
 
size_tree
 
(
Node
 
(_,
 
f
))
 
=
 
1
 
+
 
size_forest
 
f

and
 
size_forest
 
Nil
 
=
 
0

  
|
 
size_forest
 
(
Cons
 
(
t
,
 
f'
))
 
=
 
size_tree
 
t
 
+
 
size_forest
 
f'

```

Более детальный пример на языке Scheme, подсчитывающий число листьев дерева:
```
(
define
 
(
count-leaves
 
tree
)

  
(
if
 
(
leaf?
 
tree
)

      
1

      
(
count-leaves-in-forest
 
(
children
 
tree
))))

(
define
 
(
count-leaves-in-forest
 
forest
)

  
(
if
 
(
null?
 
forest
)

      
0

      
(
+
 
(
count-leaves
 
(
car
 
forest
))

         
(
count-leaves-in-forest
 
(
cdr
 
forest
)))))

```

Эти примеры легко сводятся к одной рекурсивной функции путём встраивания функции для леса в функцию для дерева, что зачастую на практике и делается.
Более сложными примерами служат примеры рекурсивного спуска, которые могут быть имплементированы естественным образом, если задать по одной функции для каждого порождающего правила грамматики, которые потом взаимно рекурсивно вызывают друг друга. В общем случае это будут многократные рекурсии, когда порождающие правила комбинируют несколько правил. Это можно сделать и без взаимной рекурсии, имея отдельные функции для каждого порождающего правила, но вызывая одну контрольную функцию или путём обработки всей грамматики в одной функции.
Взаимная рекурсия может также быть использована для имплементации конечного автомата с одной функцией для каждого состояния и единой рекурсией в изменении состояния. Это требует оптимизации хвостовой рекурсии, если число состояний велико или не ограничено. Такой подход может быть использован в качестве простой формы кооперативной многозадачности. Похожий подход к многозадачности использует сопрограммы, которые вызывают друг друга, где вместо прерывания путём вызова другой процедуры одна сопрограмма вызывает другую, но не прерывается, а продолжает выполнение, когда вызванная сопрограмма возвращает управление. Это позволяет индивидуальным сопрограммам сохранять состояние без необходимости передавать параметры или сохранять общие переменные.
Существуют также алгоритмы, которые естественным образом имеют две фазы, такие как минимакс (min и max), и они могут быть имплементированы путём создания для каждой фазы отдельной функции
с взаимной рекурсией, хотя они также могут быть скомбинированы в одну функцию с прямой рекурсией.

## Терминология
Взаимная рекурсия известна также как косвенная рекурсия, в отличие от прямой рекурсии, когда одна функция вызывает себя непосредственно. Это просто отличие в акцентировании, но не разница в подходе — «косвенная рекурсия» подчёркивает использование индивидуальной функции, в то время как «взаимная рекурсия» подчёркивает использования набора функций, а не отдельной индивидуальной функции. Например, если f вызывает себя, это прямая рекурсия. Если же f вызывает g, а затем g вызывает f, которая, в свою очередь, вызывает снова g, с точки зрения функции f одной, f имеет косвенную рекурсию. С точки зрения функции g она тоже имеет косвенную рекурсию. Но с точки зрения набора функций f и g мы имеем взаимную рекурсию друг друга. Подобным же образом набор трёх и более функций могут вызывать друг друга взаимно.

## Сведение к прямой рекурсии
Математически, множество взаимно рекурсивных функций являются примитивно рекурсивными, что может быть доказано с помощью возвратной рекурсии, для чего строится функция F, которая перечисляет значения индивидуальных рекурсивных функций в перемежающемся порядке: {\displaystyle F=f_{1}(0),f_{2}(0),f_{1}(1),f_{2}(1),\dots ,} и взаимная рекурсия переписывается в виде примитивной рекурсии.
Любая взаимная рекурсия между двумя процедурами может быть сведена к прямой рекурсии путём встраивания кода одной процедуры в другую. Если имеется только одно место, где процедура вызывает другую, это можно осуществить напрямую, если же таких мест несколько, может потребоваться дублирование кода. В терминах использования стека две взаимно рекурсивные процедуры заполняют стек последовательностью вызовов ABABAB…, а встраивание процедуры B в A приводит к прямой рекурсии (AB)(AB)(AB)…
Альтернативно, любое число процедур можно слить в одну процедуру, которая принимает в качестве аргумента меченое объединение (или алгебраический тип данных), хранящее информацию о вызываемой процедуре и её аргументах. Собранная воедино процедура выбирает ветку в зависимости от аргументов и выполняет соответствующий код, затем использует прямую рекурсию для вызова себя с подходящими аргументами. Такой подход можно рассматривать как усечённый вариант исключения функций. Такое слияние функций может быть полезно, когда некоторые функции могут вызываться внешним кодом, так что встраивание одной процедуры в другую невозможно. Такой код требуется преобразовать так, что вызовы процедур выполнялись путём объединения аргументов в «меченое объединение», как описано выше. Другой вариант — использование обёртывающей процедуры.